# واين غراهام (لاعب اتحاد الرغبي)
واين غراهام (بالإنجليزية: Wayne Graham)‏ هو لاعب اتحاد الرغبي نيوزيلندي، ولد في 13 أبريل 1957 في تاورانجا في نيوزيلندا.